# Sohland an der Spree
Sohland an der Spree (ortografia ufficiale: Sohland a. d. Spree), in sorbo Załom, è un comune di 7.340 abitanti della Sassonia, in Germania.
Appartiene al circondario (Landkreis) di Bautzen (targa BZ).